# Hojancha
Hojancha è un distretto della Costa Rica, capoluogo del cantone omonimo, nella provincia di Guanacaste.